# Euphysa brevia
Euphysa brevia is een hydroïdpoliep uit de familie Corymorphidae. De poliep komt uit het geslacht Euphysa. Euphysa brevia werd in 1947 voor het eerst wetenschappelijk beschreven door Uchida. 